# Maurice Morel
 (janvier 2012).
Si vous disposez d'ouvrages ou d'articles de référence ou si vous connaissez des sites web de qualité traitant du thème abordé ici, merci de compléter l'article en donnant les références utiles à sa vérifiabilité et en les liant à la section « Notes et références ».
Maurice Morel, dit l'abbé Morel, né à Ornans le 28 mars 1908 et mort à Paris le 15 février 1991,, est un prêtre et peintre français.

## Biographie
En 1925, à Paris, Maurice Morel est incité à peindre par son ami Max Jacob, lequel organise sa première exposition. Il est ordonné en 1934 et crée un atelier de peinture avec Jean Bazaine.
Au même titre que Bazaine, Alfred Manessier, Jean Bertholle ou Jean Le Moal qui avaient participé en 1941 à l’exposition « Vingt jeunes peintres de tradition française » se réclamant d’une non-figuration vivement colorée marquée par la tradition religieuse romane[réf. nécessaire], Maurice Morel est un peintre de la Nouvelle École de Paris et par extension fait partie du grand mouvement de l’abstraction lyrique qui s’est développé à partir des années 1940. Il est l’un des peintres de l’art sacré non figuratif, qu'il estime comme étant « le plus concret[réf. nécessaire] », par opposition aux peintres de l’abstraction pure.
À la suite de son exposition personnelle à Barcelone en décembre 1956, l’abbé Morel répondit à un journaliste qui s’étonna qu’il fasse partie du courant le plus abstrait de son époque : « Non, le plus concret ! L’expression du concret peut se faire dans l’abstrait. Ma peinture est l’expression de ce qui ne peut se dire, l’expression de l’élévation, de la spiritualité, l’expression du mystère chrétien, plus généralement du mystère de la vie. Ma peinture, si elle est d’une certaine façon non figurative et abstraite, n’en est pas moins concrète, humaine, réelle. »[réf. nécessaire]
L’abbé Maurice Morel joua un rôle dès les années 1940 comme conférencier et critique[réf. nécessaire], défenseur des artistes de son époque. C’est par lui que l’Église s’ouvrit à l’art sacré non figuratif. Concernant l'artiste chrétien non figuratif, il écrit : « C’est donc essentiellement à l’oraison qu’il est appelé à concourir. […] C’est ce toucher intime et direct, ce sens du mystère, ce goût du sacré et de l’essentiel, cette contagion du recueillement et de la pureté que veut reprendre, dans un sanctuaire, envahi, hélas, par le vacarme et l’agitation de notre univers, un art qui n’a sans doute jamais été plus dégagé de l’accidentel et de l’éphémère, de la frivolité et de l’apparence. Il n’a cure que de purification, ne parle que de décrasser la sensibilité, d’ « organiser la sensation », de libérer l’esprit. C’est dire à quels besoins il répond dans la tornade que nous subissons. »
C'est grâce à lui que l’art moderne pénétrera en 1973 au musée du Vatican.

## Expositions
- Paris, galerie Roque, 1963 (texte de Jean Lescure).
- Paris, galerie de l'Exil, mars 2013[2].

## Documentation
Une partie de ses archives est conservée à l'Institut national d'histoire de l'art.